# Lomme (Fluss)

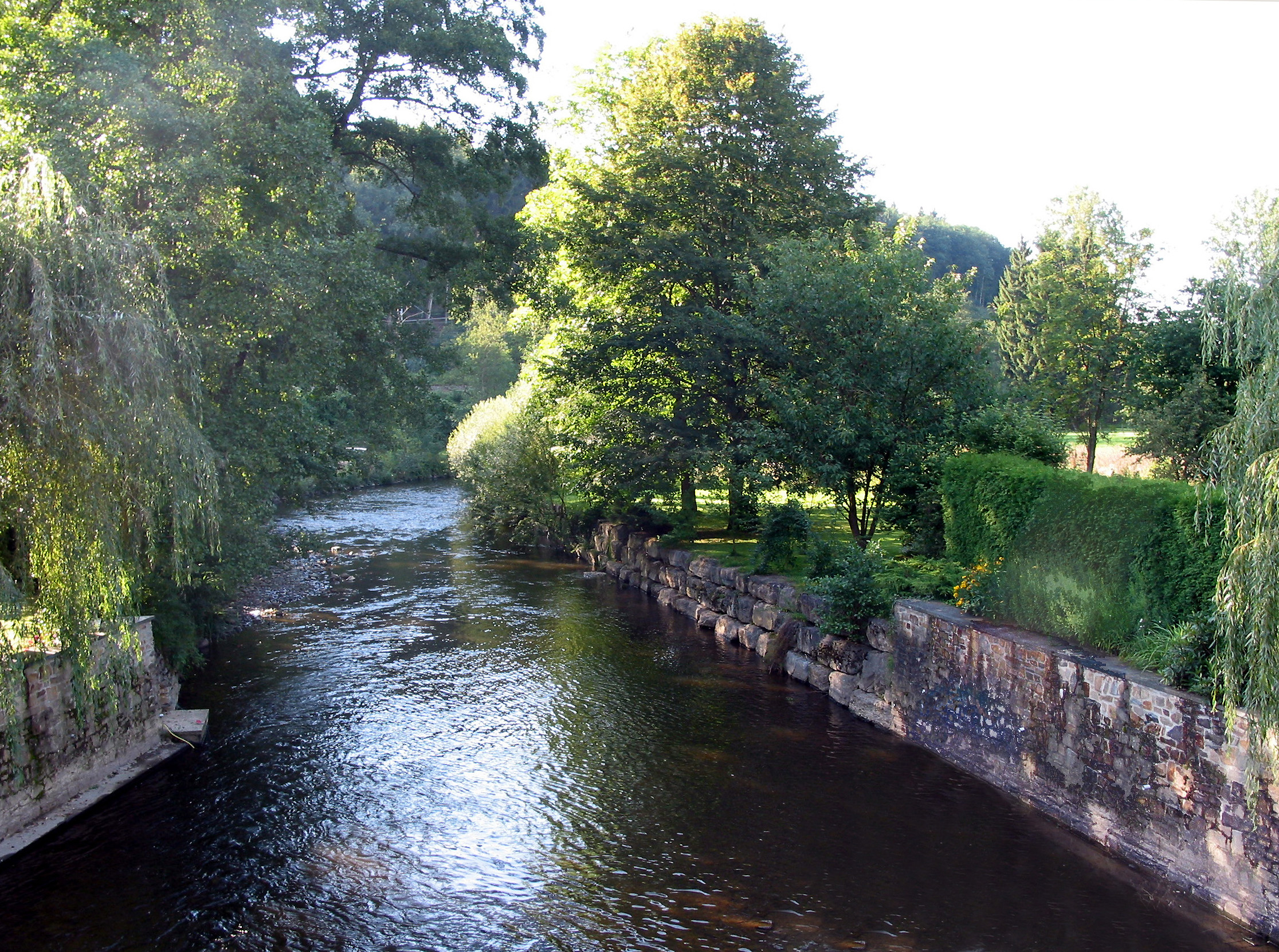
Die Lomme in Forrières

Die Lomme (auch Lhomme oder L'Homme) ist ein etwa 46 km langer Ardennen-Fluss im südöstlichen Belgien.
Sie entspringt beim Dorf Bras im Norden der Gemeinde Libramont-Chevigny in der belgischen Provinz Luxemburg, fließt durch Smuid, Mirwart, Grupont, Lesterny, Forrières, Jemelle und Rochefort und mündet schließlich in den unteren Laufabschnitt der Lesse, 2 km nach deren Austritt aus der Grotte de Han. Die Lesse, ein Nebenfluss der Maas, ist oberhalb des Zusammenflusses mit der Lomme weniger lang und wasserreich als diese.
Abgesehen vom obersten und untersten Laufabschnitt fließt die Lomme von Süden nach Norden. Hier führt die Bahnstrecke Namur–Luxemburg 24 km lang durch ihr Tal. Große Teile dieses waldigen Tales sind frei von Autoverkehr. Aufgrund ihres Fischreichtums ist die Lomme ein beliebtes Ziel für Angler.